# 石石
石石（约1979年-2008年7月5日）是一只来自四川汶川野外的雄性大熊猫，出生于1970年代末左右。1996年在中美之间的大熊猫繁殖合作研究中，它与雌性大熊猫白云一同前往美国圣地亚哥动物园。1999年8月，它们产下后代华美。2003年，另一只雄性大熊猫高高前往美国替换石石，石石则回到卧龙中国保护大熊猫研究中心。同年9月，石石被租借给广州动物园，2008年7月5日去世。